# Hylaeus mongolicus
Hylaeus mongolicus là một loài Hymenoptera trong họ Colletidae. Loài này được Morawitz mô tả khoa học năm 1890.